# Погорелец (Рамешковский район)
Погорелец — деревня в Рамешковском районе Тверской области.

## География
Находится в восточной части Тверской области на расстоянии приблизительно 17 км на юго-запад по прямой от районного центра поселка Рамешки.

## История
В 1859 году в помещичьей карельской деревне Погорельцево (Погорелец), принадлежавшей Н. В. Зиновьеву, генерал-адъютанту, проживавшему в Петербурге, — 32 двора, в 1887 — 51, в 2001 — 20 домов местных жителей и 23 дома — собственность наследников и дачников. В советское время работали колхозы «Красный маяк», «Заветы Ильича» и совхоз «Тучевский». До 2021 входила в сельское поселение Никольское Рамешковского района до их упразднения.

## Население
Численность населения: 229 человек (1859 год), 303 (1887), 303 (1936), 59 (1989), 37 (карелы 70 %, русские 30 %) в 2002 году, 26 в 2010.